# Zenbächenhorn
Le Zenbächenhorn est un sommet des Alpes bernoises, en Suisse, situé dans le canton du Valais, qui culmine à 3 385 m d'altitude.
Il domine le glacier de Mittelaletsch au nord, le Zenbächengletscher au sud-ouest et le glacier d'Aletsch à l'est, dont il est séparé par le Rothorn.